# Ispravnik
El ispravnik fue un funcionario de condado del Imperio ruso.
Los ispravniki (forma plural) fueron introducidos por Catalina II en 1775. En un principio, eran líderes elegidos entre la nobleza local, pero después pasaron a ser elegidos por los gobernadores de cada región; y a sus funciones se añadieron también las de controlar a la policía y administrar las cárceles del condado.
En 1874, empezaron a controlar el departamento de asuntos campesinos y en dicha época el control sobre la policía les daba un poder casi irrestricto; excepto en las ciudades que poseían su propia fuerza pública.
- Datos: Q3155641